# Gastrina cristaria
Gastrina cristaria là một loài bướm đêm trong họ Geometridae.